# 千灯湖駅
千灯湖駅（せんとうこ-えき）は、中華人民共和国広東省仏山市南海区桂城街道桂瀾路と海五路の間、千灯湖公園の隣にある。駅は計画の時に海五路駅と呼ばれた。

## 駅構造
- 島式ホーム1面2線の地下駅。ホームドア設置駅。

## 歴史
- 2010年11月3日 - 開業。

## 隣の駅
仏山地下鉄
■1号線
𧒽崗駅 - 千灯湖駅 - 金融高新区駅